# Głuszyca
Głuszyca (niem. Nieder Wüstegiersdorf) – miasto w województwie dolnośląskim, w powiecie wałbrzyskim, w gminie miejsko-wiejskiej Głuszyca, której jest siedzibą, nad rzeką Bystrzycą, w Kotlinie pomiędzy Górami Sowimi a Kamiennymi (Górami Suchymi) w Sudetach Środkowych. Historycznie leży na Dolnym Śląsku.
Według danych GUS z 1 stycznia 2023 r. w Głuszycy mieszkało 5968 osób (515. miejsce w kraju).
Miejscowość stanowiła ośrodek przemysłu włókienniczego, odzieżowego oraz drzewnego.
Przez Głuszycę kursują autobusy komunikacji miejskiej z Wałbrzycha. Przez miasto biegnie również czynna w ruchu pasażerskim linia kolejowa Kłodzko – Wałbrzych, obsługiwana szynobusami przez samorządowe Koleje Dolnośląskie.

## Podział administracyjny
W latach 1975–1998 miasto należało administracyjnie do województwa wałbrzyskiego.
W obrębie miasta wyróżniona jest jego część – Zimna (niem. Kaltwasser), której polską nazwę nadano 1 października 1948 roku.

## Historia

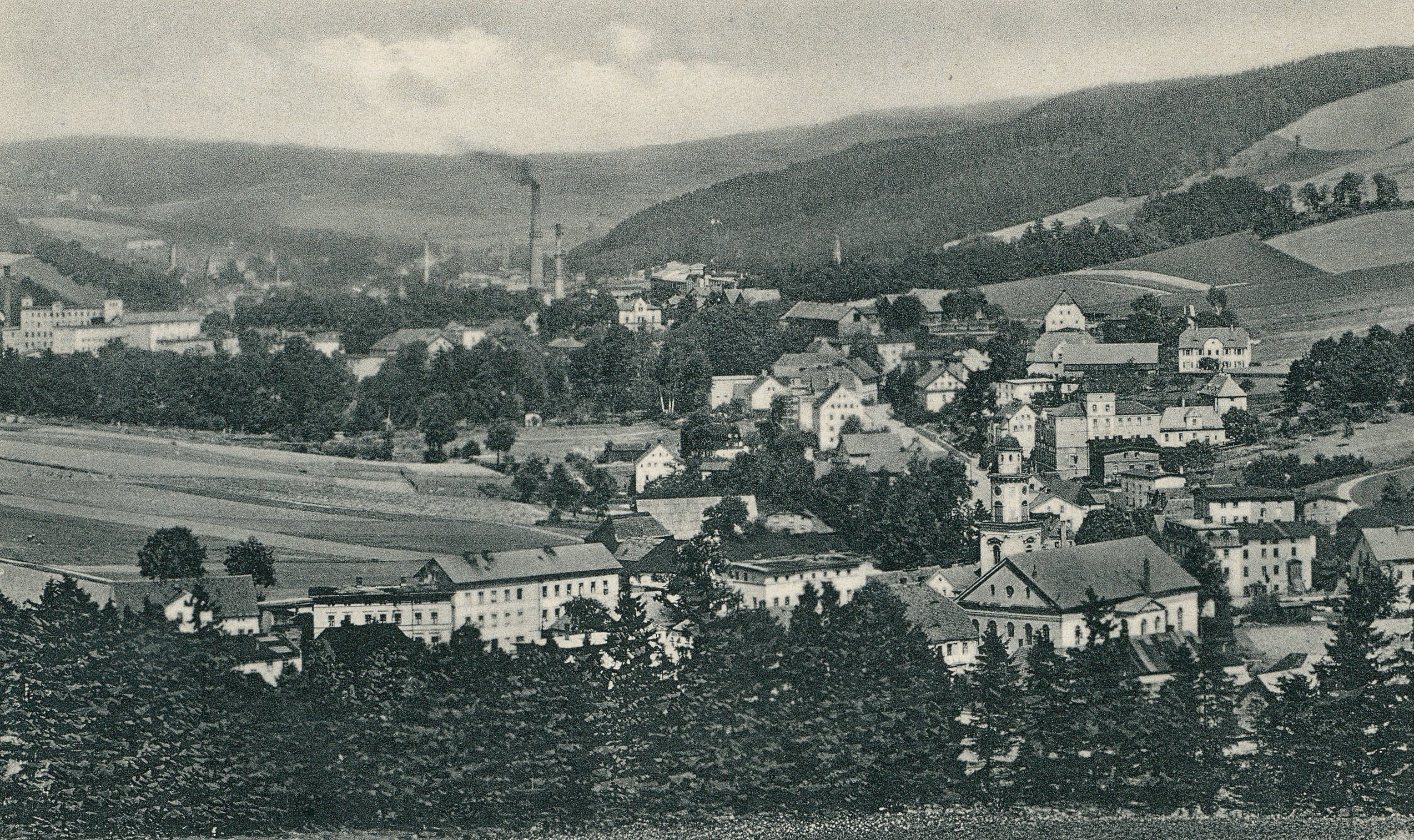
Widok miasta przed 1945

Z około 1300 roku pochodzi zapis wymieniający Głuszycę pod nazwą Wustendorf jako wieś biskupią zamieszkałą przez drwali i gonciarzy. Być może jej powstanie związane było z budowanym przez księcia Bolka I w końcu XIII wieku zamkiem na Rogowcu, bowiem później wieś należała do dóbr zamkowych. Podczas wojen husyckich w XV wieku była wielokrotnie niszczona, w tym okresie była znana z tkactwa lnu, później wełny. Po zakończeniu walk miejscowość została odbudowana dzięki eksploatacji okolicznych lasów. Na początku XVI wieku wieś weszła w skład dóbr Hochbergów. W XVI wieku czescy gwarkowie otrzymali przywilej na wydobycie w Głuszycy rud miedzi, jednak nie odkryto wówczas żadnych złóż, podobnie jak przy kolejnej próbie w 1714 roku. W tym okresie we wsi, podobnie jak i w całym regionie, zaczęło rozwijać się tkactwo chałupnicze, które stało się podstawowym zajęciem mieszkańców. W 1768 roku powstała w Głuszycy największa i najnowocześniejsza w Sudetach wykańczalnia płótna, która stała się podstawą rozwoju przemysłu włókienniczego w miejscowości. W drugiej połowie XIX wieku Głuszyca stała się również letniskiem i miejscowością turystyczną stanowiącą punkt wyjścia w Góry Suche i Sowie.
W okresie II wojny światowej Głuszyca znajdowała się w rejonie budowy ogromnych podziemnych budowli kompleksu „Riese”, których przeznaczenia nie ustalono do dziś. W mieście funkcjonowała wówczas filia niemieckiego obozu koncentracyjnego Groß-Rosen dla więźniów i robotników przymusowych zatrudnionych w kompleksie „Riese”.
Po wojnie, po objęciu miejscowości przez polską administrację, stosowano przejściową nazwę Gieszcze Puste, która została oficjalnie zastąpiona przez nazwę Głuszyca 19 maja 1946 roku. W 1946 roku przybyła do wsi grupa włókniarzy z Łodzi, którzy uruchomili produkcję w poniemieckich zakładach włókienniczych, czyniąc z Głuszycy jeden z największych ośrodków przemysłu bawełnianego w regionie. W 1962 roku nadano Głuszycy prawa miejskie.

## Demografia
Piramida wieku mieszkańców Głuszycy w 2014 roku.

## Zabytki
Do wojewódzkiego rejestru zabytków wpisane są:
- willa fabrykanta powstał w 1894 roku. Pierwotnie otaczało go rozległe założenie ogrodowo-parkowe. Obecnie funkcjonuje jako ogródek jordanowski. Pałac jest budowlą piętrową z narożną okrągłą wieżą i kolumnowym portykiem. Okna budowli zamknięte są półkoliście i prostokątnie w dekoracyjnych opaskach. Silnie zaznaczone są gzymsy piętrowe. Wewnątrz zachowały się resztki wyposażenia m.in. schody, boazerie, lustra i żyrandole. Budowla mieściła zakładowy dom kultury ZPB „Piast”, pałac ślubów i inne instytucje, ul. Grunwaldzka 21;
- pałac, obecnie służy jako budynek mieszkalny, późnobarokowy, z k. XVIII w., zbudowany na planie prostokąta, piętrowy, siedmioosiowy, nakryty dachem mansardowym z lukarnami. Naroża boniowane, okna w bogatych opaskach o charakterze dekoracji. Architektoniczny portal z otworem zamkniętym łukiem koszowym, wyżej kartusz herbowy i wygięty gzyms naczółkowy. Najokazalszy budynek w mieście, ul. Grunwaldzka 41, w Głuszycy Górnej;
- zajazd „Pod Jeleniem”, drewniano-murowany z 1784 r., przebudowany w poł. XIX w., ul. Grunwaldzka 44, w Głuszycy Górnej;
- kościół Matki Bożej Królowej Polski;

inne zabytki:
- zabytkowe pałacyki fabrykanckie.

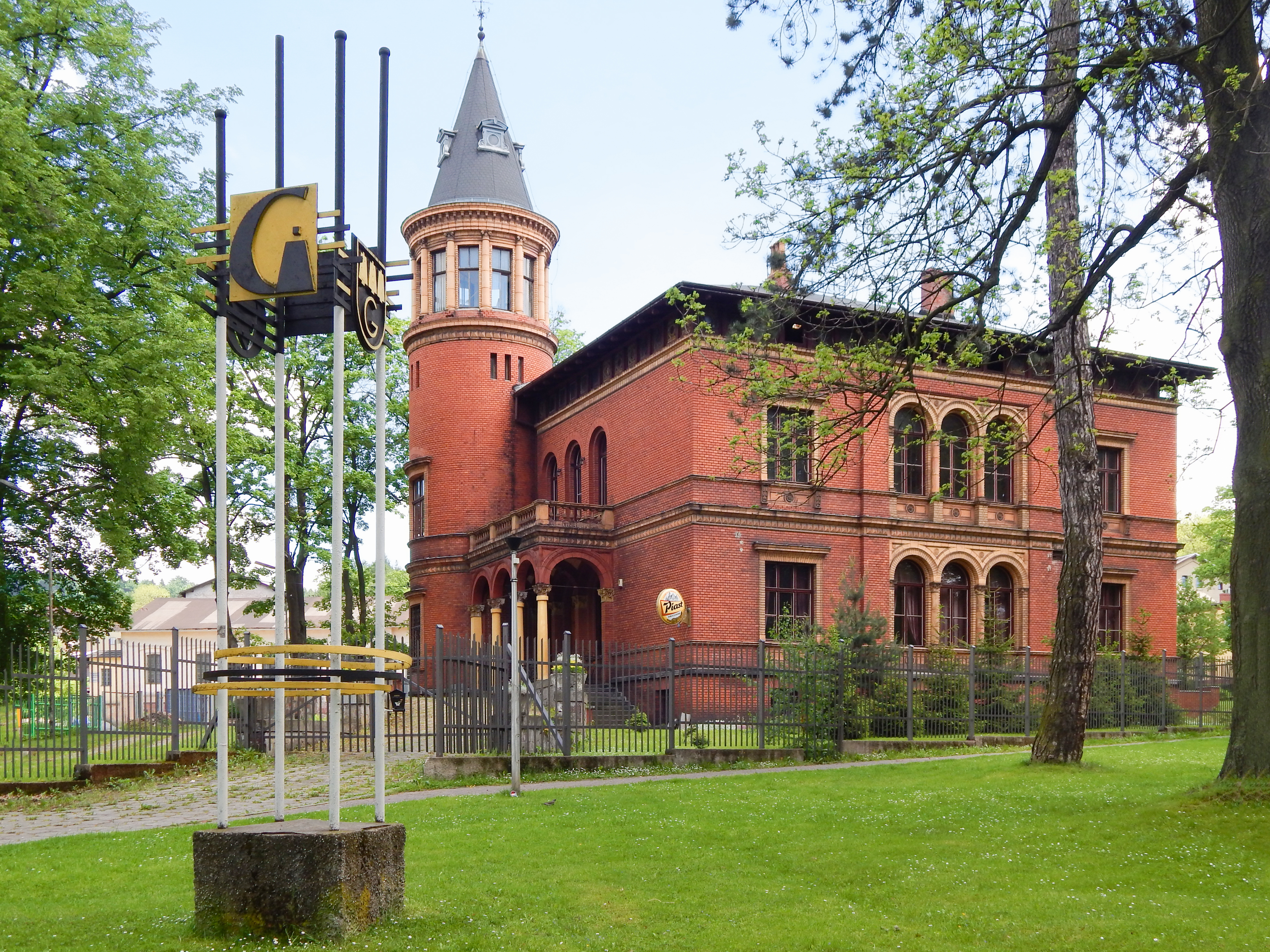
Willa w Głuszycy fabrykanta
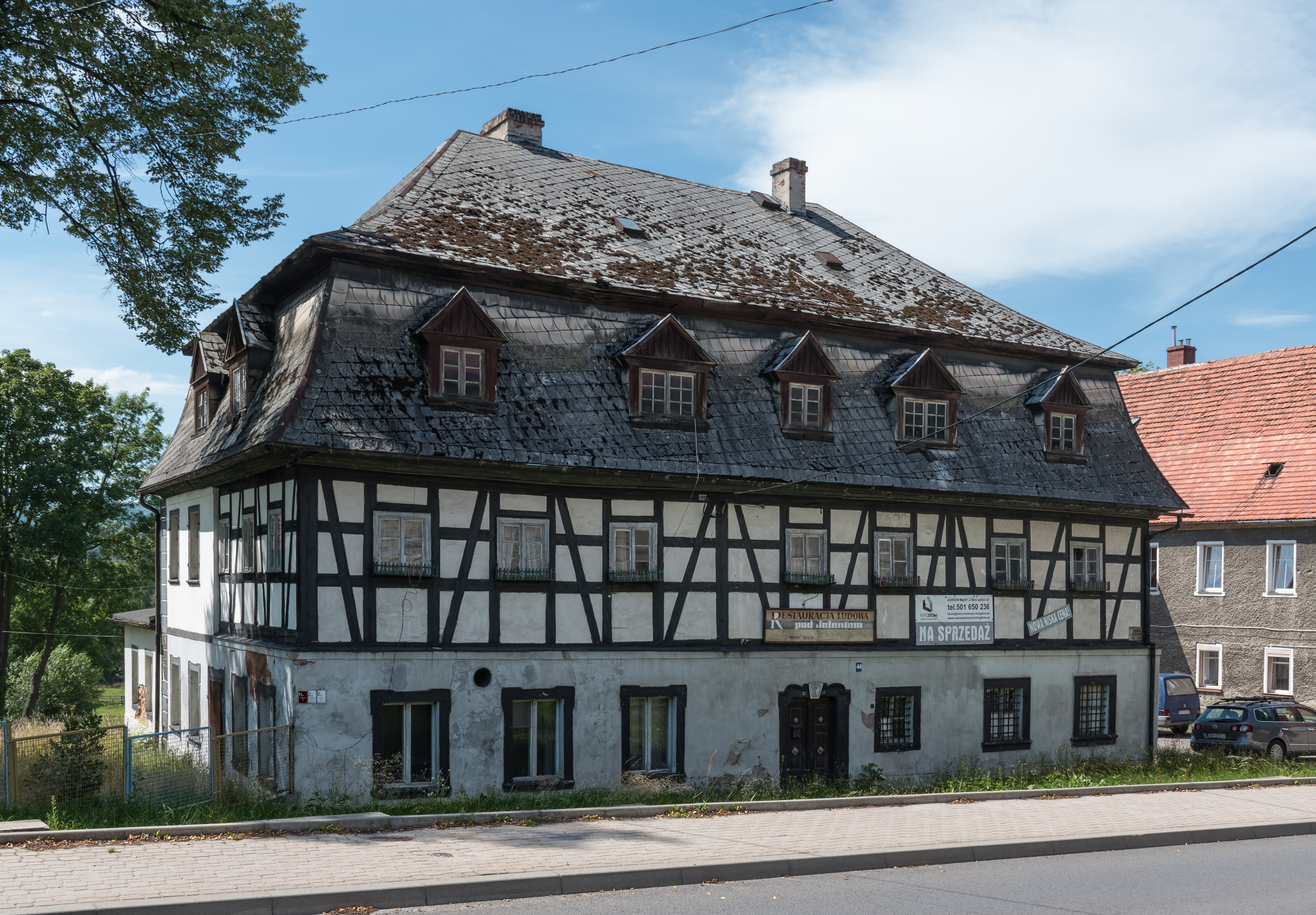
Dawny zajazd „Pod Jeleniem”
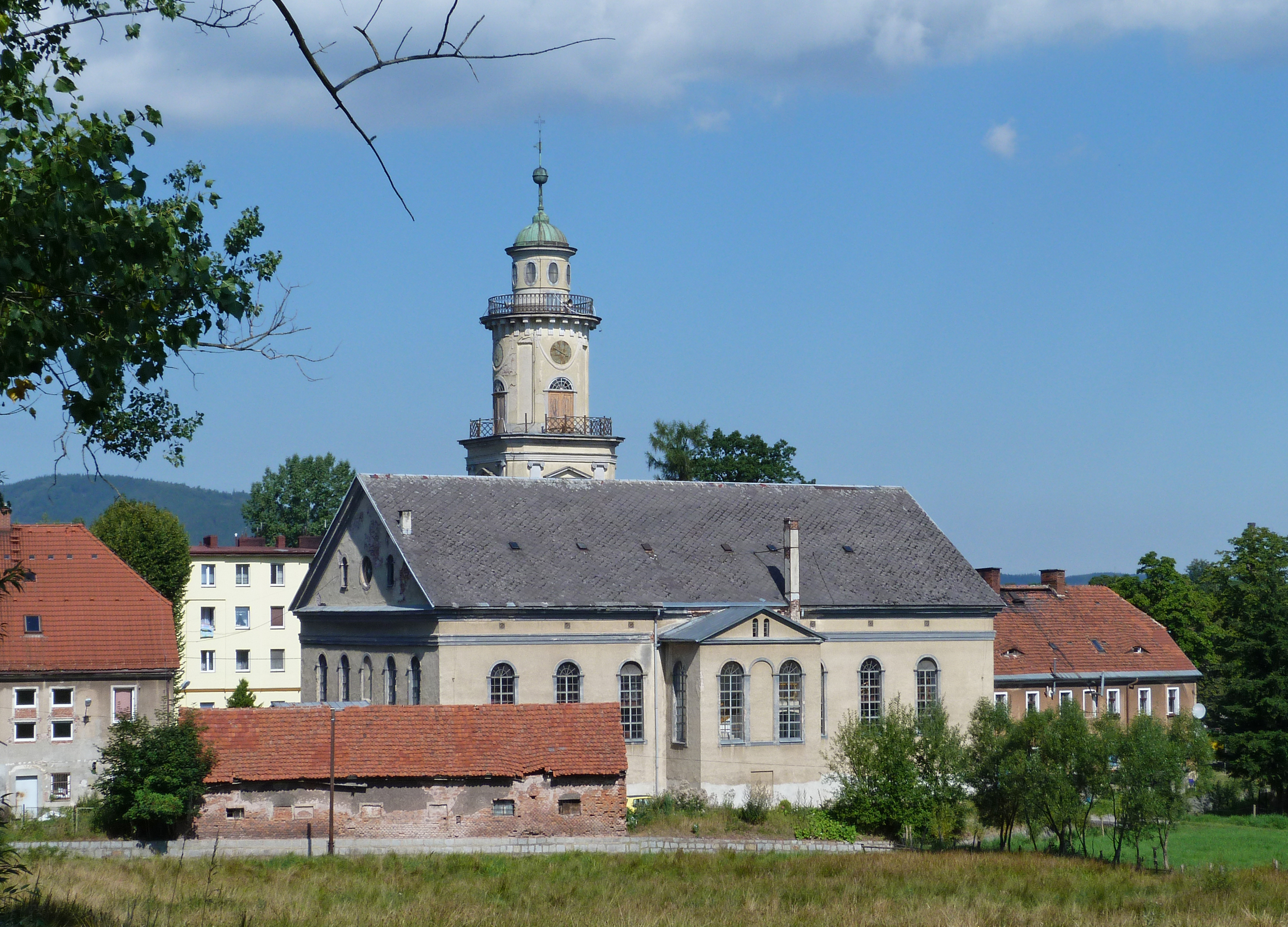
Kościół NMP Królowej Polski
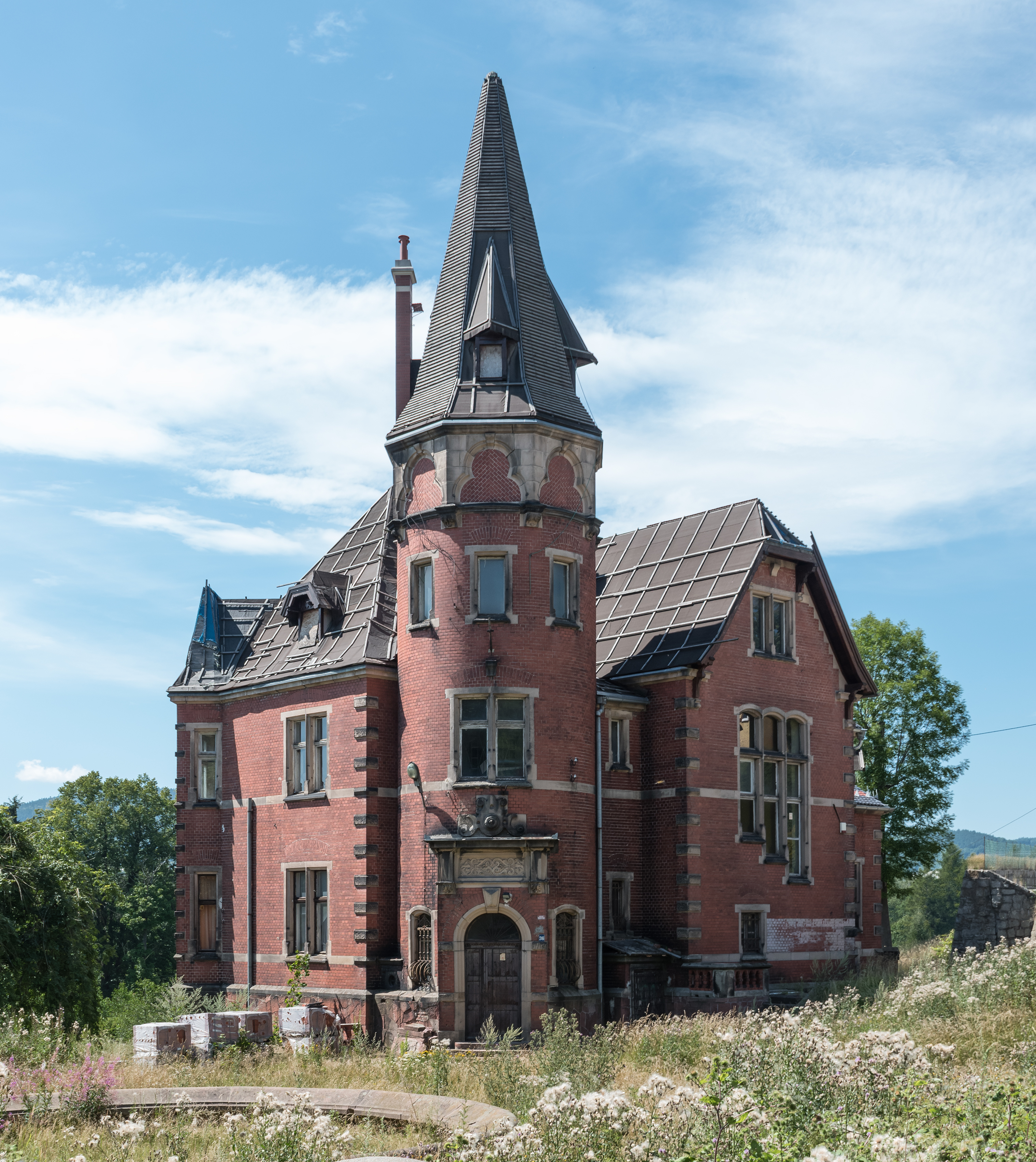
Dom przy ul. Grunwaldzkiej 36
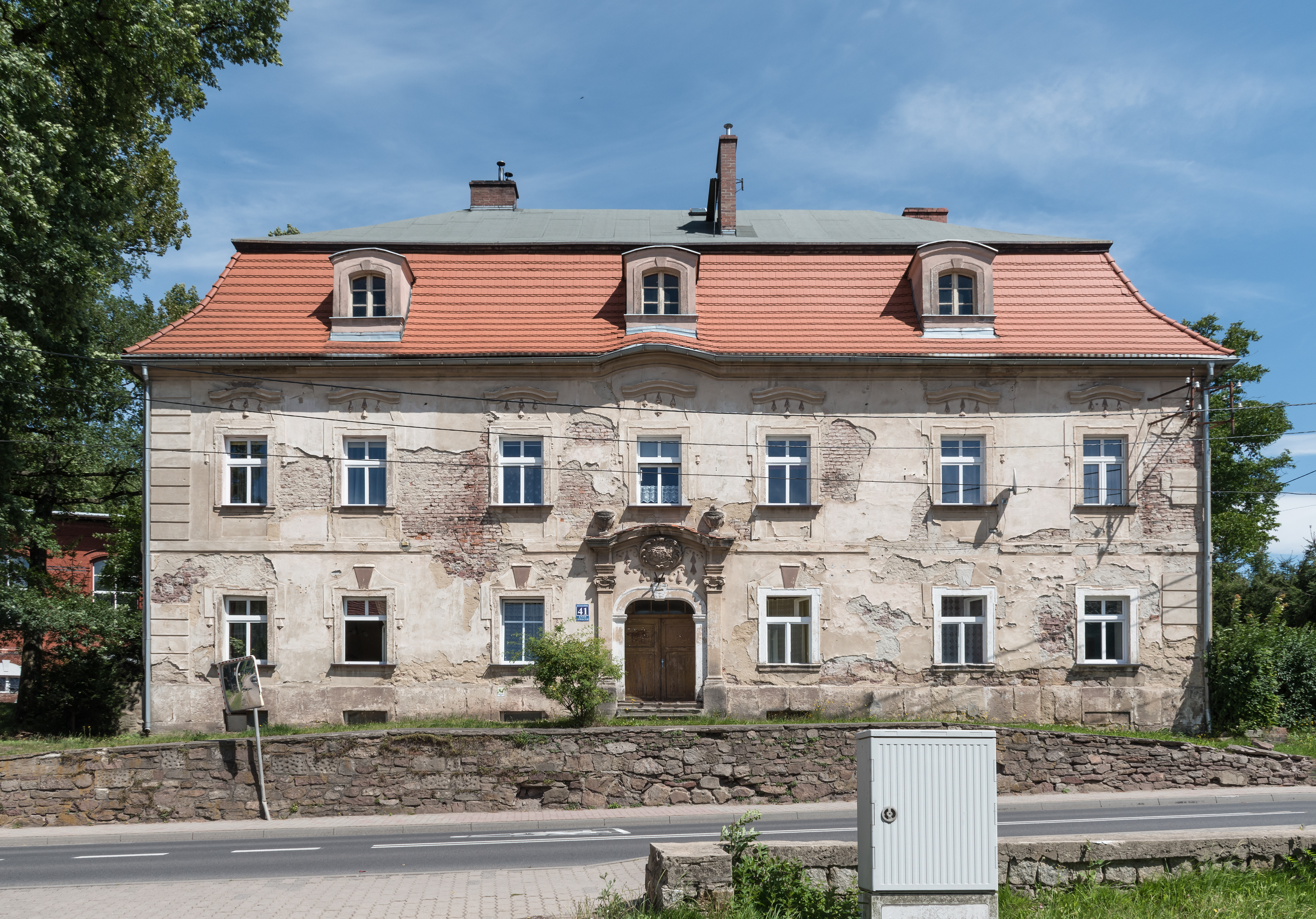
Dom przy ul. Grunwaldzkiej 41

## Atrakcje turystyczne
- zespół sztolni z czasów II wojny światowej
  - Podziemne Miasto Głuszyca
  - Kompleks Osówka
- węzeł szlaków pieszych do Walimia, Jugowic, ruin zamku Rogowiec i uzdrowiskowej Jedliny-Zdroju
- tereny i wyciągi narciarskie w pobliskiej Łomnicy
- najwyższe wzniesienia to Włodarz, Waligóra, Soboń, Jedlińska Kopa i Rogowiec[7]
- zachodnim skrajem Głuszycy przebiega linia kolejowa Wałbrzych – Kłodzko z najdłuższymi w Polsce tunelami zbudowana w połowie XIX w.

## Transport

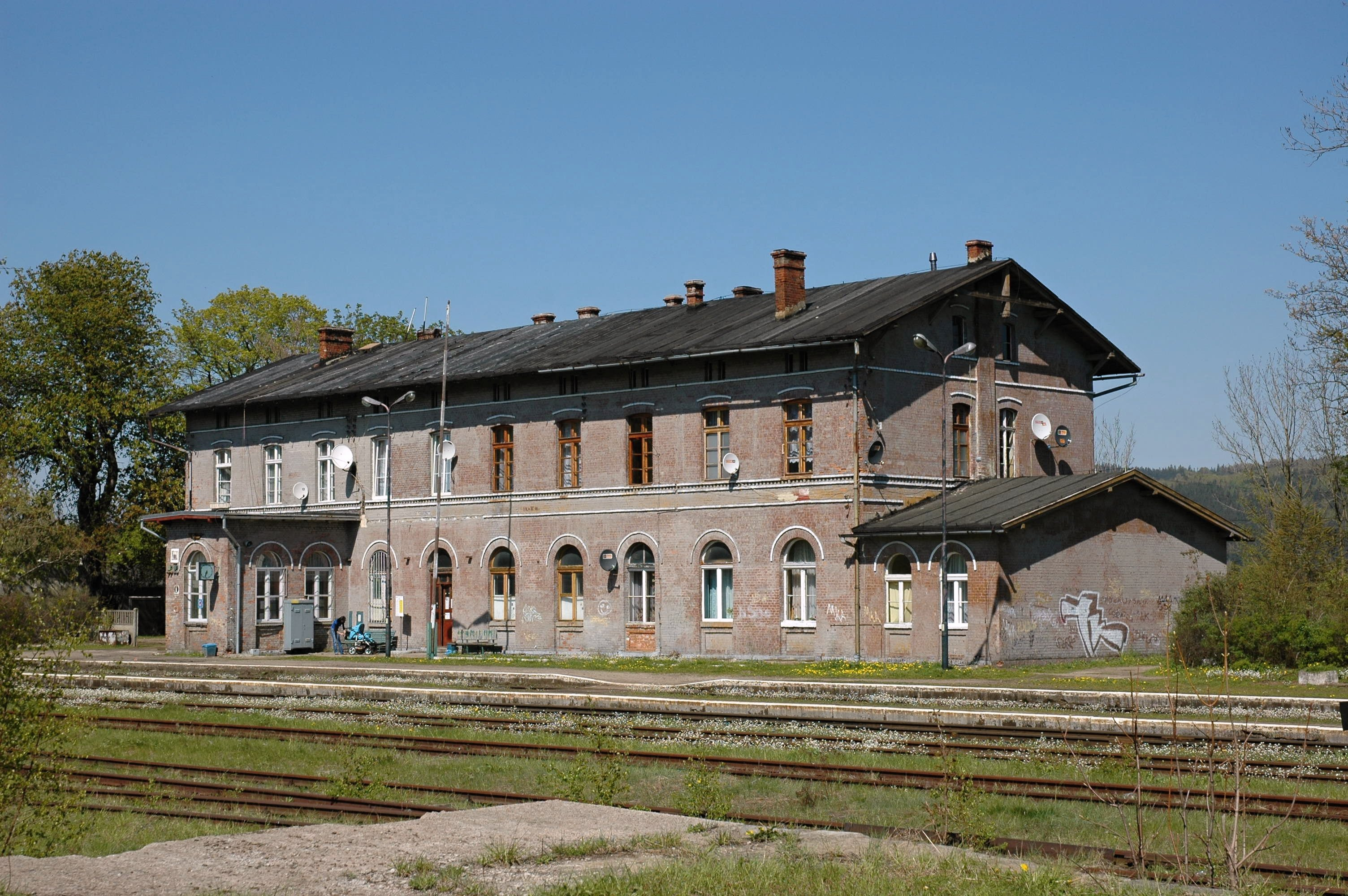
Dworzec kolejowy

W mieście znajduje się dworzec kolejowy.

## Sport
W miejscowości znajduje się klub piłkarski M.K.S. Włókniarz, który znajduje się obecnie w klasie A.
Od 2005 r. Głuszyca jest miastem etapowym międzynarodowego wyścigu na rowerach górskich Bike Challenge.

## Wspólnoty wyznaniowe
- Kościół rzymskokatolicki (dekanat Głuszyca)[14]:
  - parafia Matki Bożej Królowej Polski
  - parafia Chrystusa Króla
- Świadkowie Jehowy:
  - zbór Głuszyca (Sala Królestwa ul. Kłodzka 17B)[15]

## Miasta partnerskie
- Stárkov[16]